# Alepocephaliformes
Gli Alepocephaliformes sono un ordine di pesci ossei marini.

## Distribuzione e habitat
Gli Alepocephaliformes sono cosmopoliti.
Sono pesci batipelagici, si spingono molto spesso a profondità abissali.

## Tassonomia
Gli Alepocephaliformes sono stati per secoli considerati come appartenenti ad altri ordini come Clupeiformes, Osmeriformes e Argentiniformes.

## Famiglie
- Alepocephalidae
- Platytroctidae